# Mohamed Brahmi
Mohamed Brahmi (tiếng Việt: Mô-ha-mét Bra-mi; tiếng Ả Rập: محمد براهمي;m15 tháng 5 năm 1955 – 25 tháng 7 năm 2013) là một chính khách phe đối lập người Tunisia, tổng Thư ký Đảng Phong trào Nhân dân đối lập và là thành viên Quốc hội Tunisia, một thành viên của ban soạn thảo hiến pháp mới.

## Tiểu sử
Brahmi sinh ngày 15 tháng 5 năm 1955 tại Sidi Bouzid, thủ phủ của Sidi Bouzid Governorate. Ông tốt nghiệp Viện Đại học Quản lý tại Đại học Tunis với bằng Thạc sĩ kế toán trong năm 1982. Sau khi tốt nghiệp ông làm giáo sư kinh tế và quản trị trong hai năm tại trường Đại học kỹ thuật của Menzel Bourguiba.
Sau đó, ông làm việc tại Văn phòng Thủy lợi, và sau đó trong lĩnh vực bất động sản 1985 – 1993. Ông đã làm tư vấn kiểm toán cho Cơ quan Hợp tác kỹ thuật tại Ả Rập Xê Út. Từ năm 2004 ông làm người quản lý của một doanh nghiệp bất động sản chuyên trong khu dân cư.

## Chính trị
Brahmi là một thành viên tích cực của Liên hiệp sinh viên Ả Rập Cấp tiến cho tới 2005, khi ông thành lập phong trào Liên minh Nasserist; một đảng bất hợp pháp dưới thời của chính phủ Ben Ali. Sau cách mạng Tunesia ông thành lập Phong trào Nhân dân và trở thành Tổng thư ký của nhóm này. Đảng này sau đó nhập vào Mặt trận Bình dân (Tunisia) vào ngày 13 tháng tư 2013. Tuy nhiên, Brahmi và các thành viên khác của phong trào đã rời bỏ Mặt trận vào ngày 7 tháng 7, sau khi họ bị các lãnh tụ trung ương và địa phương của Phong trào chỉ trích là đã gia nhập Mặt trận này một cách vội vã.
Brahmi nổi tiếng là một chính trị gia Xã hội có tinh thần Quốc gia Ả Rập, đặc biệt theo truyền thống của Gamal Abdel Nasser. Ông là một người sùng đạo hồi giáo. Mặc dù là một thành viên của Mặt trận Bình dân chống Hồi giáo cực đoan, ông không được biết tới như là một người hay chỉ trích Hồi giáo cực đoan, và trên thực tế ông có nhiều bạn bè trong đảng Hồi giáo quá khích đang cầm quyền (phong trào Ennahda).

## Qua đời
Ngày 27 tháng 7 năm 2013, Trước sự chứng kiến của vợ và các con nhà lãnh đạo đối lập Mohamed Brahmi bị bắn 14 phát đạn bởi 2 tay súng đi mô tô, và chết sau đó cùng ngày tại bệnh viện ở Aryanah. Người ta vẫn chưa xác định thủ phạm, bên ngoài nhà ông tại thủ đô Tunis.
Sau cái chết của ông ta, hàng trăm người ủng hộ, bao gồm thân nhân và đảng viên của Phong trào Nhân dân biểu tình trước tòa nhà Bộ nội vụ tại đại lộ Avenue Habib Bourguiba, đổ trách nhiệm vụ ám sát cho đảng Ennahda đang cầm quyền. Hàng trăm người ủng hộ cũng đã phản đối tại quê hương của Brahmi ở Sidi Bouzid.
Cái chết của Brahmi xảy ra sau vụ ám sát lãnh tụ đối lập Chokri Belaid, bị bắn chết vào ngày 6 tháng 2 năm 2013. Cả hai đều là thành viên của Liên minh thiên tả. Bộ trưởng bộ Nội vụ Lotfi Ben Jeddou nói trong một cuộc họp báo: "Khẩu súng tự động 9mm mà đã giết Belaid cũng làm tử thương Brahmi." Một nghi can đã được nhận diện là Boubacar Hakim, một thành viên của nhóm hồi giáo Salafist đang bị truy nã vì bị nghi ngờ là đã mang lén vũ khí này vào từ Libya. Một đám tang trọng thể đã được tổ chức cho Brahmi và hàng chục ngàn người đã đưa đám tới nghĩa địa Jellaz Cemetery tại Tunis. Trong đám tang, những người phản đối kêu gọi lật đổ chính phủ, trong khi cảnh sát bắn đạn cay vào họ.

## Phản ứng
3 ngày sau vụ ám sát, bộ trưởng bộ Giáo dục Salem Labiadh, người mà cũng thuộc đảng Phong trào Quốc gia Cấp tiến như thủ tướng Ali Larayedh, đã đệ đơn từ chức. Sau những kêu gọi của các nhóm đối lập đòi chính phủ hiện thời từ chức, nhất là khi đảng Ettakatol, một đảng nhỏ trong Liên hiệp các Đảng đang cầm quyền, kêu gọi thành lập một chính phủ hòa hợp dân tộc, thủ tướng Ali Larayedh định ngày 17 tháng 12 là ngày tổng bầu cử, tuy nhiên ông ta nói là chính quyền sẽ tiếp tục công việc của họ.